# عقدة ودية
العقد الودية هي العقد الخاصة بالجهاز العصبي الودي، وتتكون من 20 ألف إلى 30 ألف جسم لأعصاب واردة وصادرة ممتدة على طول كلا جانبي النخاع الشوكي. أجسام الخلايا العصبية الواردة تنقل المعلومات من مختلف أطراف الجسم إلى النخاع الشوكي والدماغ، في حين تنقل الأجسام العصبية الصادرة المعلومات من الدماغ والنخاع الشوكي إلى باقي أطراف الجسد. تشكل هذه الأجسام سلسلتين وديتين من العقد على طول جانبي النخاع الشوكي. كما أنها تشكل عقد أمام أو مجاورة للفقار في التشريح العياني. تنقل أجسام الأعصاب الصادرة معلومات من الدماغ إلى الجسم بخصوص إدراك وتصور الخطر، يمكن لإدراك الخطر هذا تحفيز استجابة الكر أو الفر المرتبطة بالجهاز العصبي الودي.
تحدث استجابة الكر أو الفر عند تواجد خطر يمكن تجنبه أو تقليصه عبر زيادة النشاط الودي، يمكن زيادة النشاط الودي بزيادة دقات القلب واتساع حدقة العينين أو تعرق راحة اليدين. استجابة الكر أو الفر يمكن تحدث بشكل خاطئ عندما يتم تخيل الخطر، أو عندما تستمر حتى بعد زوال الخطر. حين تكون مدة أو شدة الاستجابة مفرطة، يمكن أن يتعرض الفرد إلى مجموعة متنوعة من الاضطرابات النفسية. يمكن أن ينشأ ورم الخلايا البدائية العصبية من نسيج العقد الودية.

## معرض صور

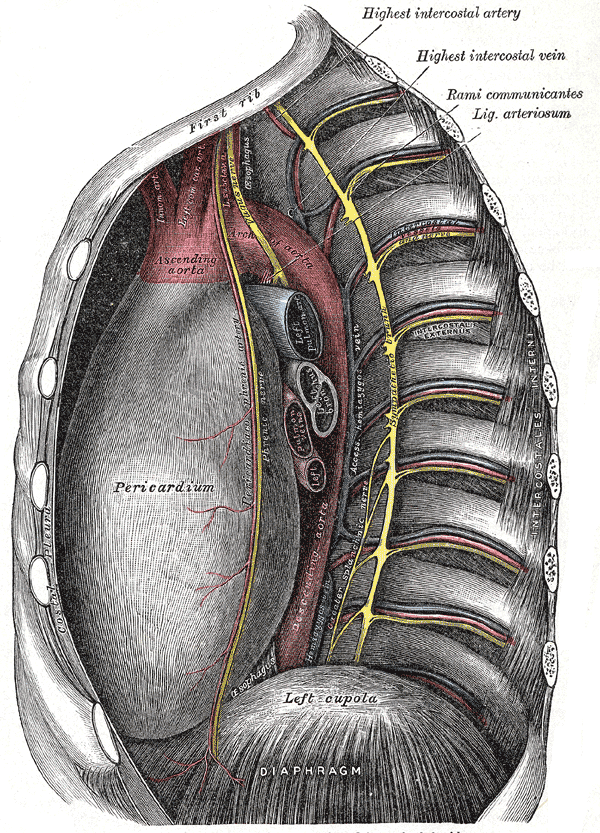
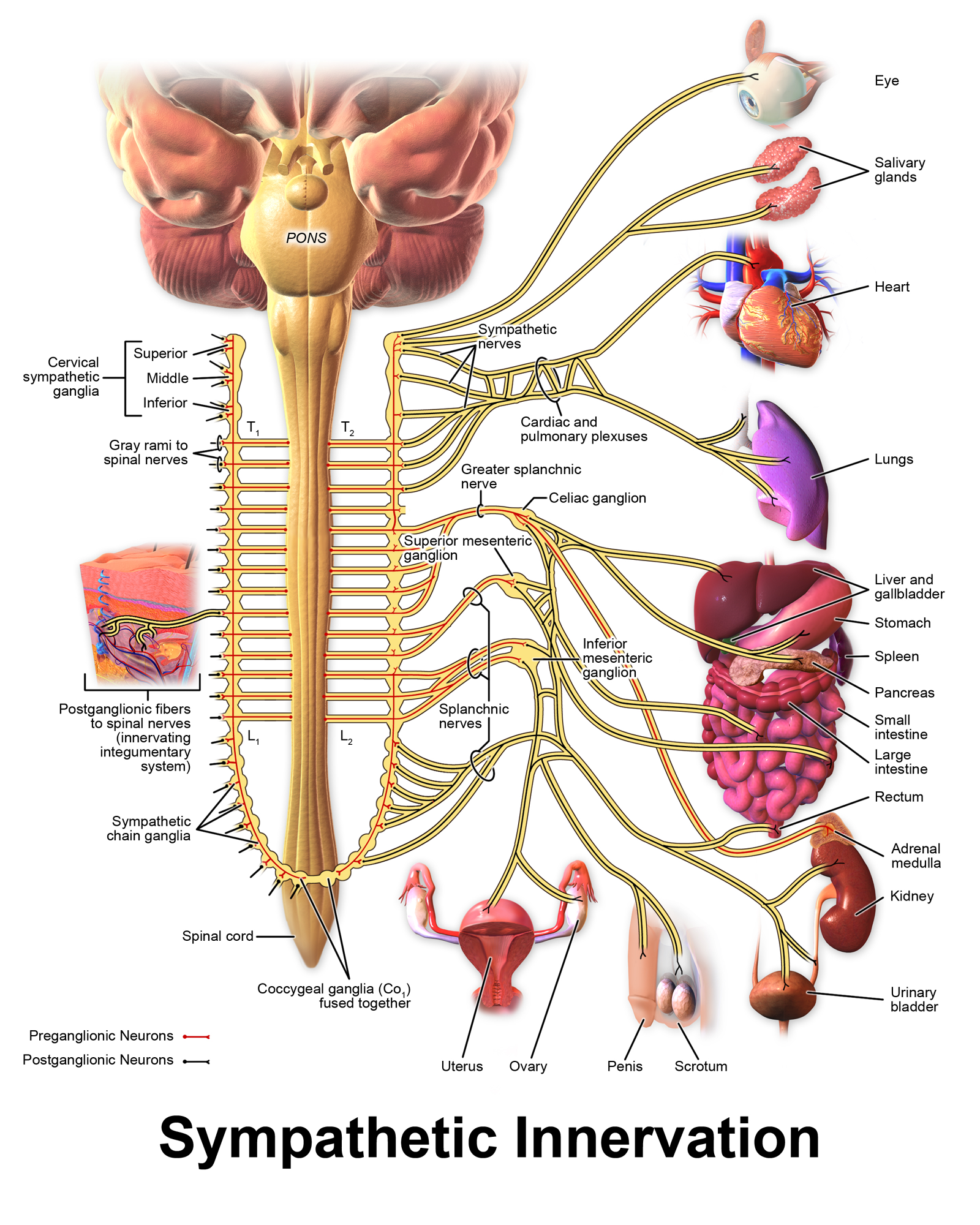
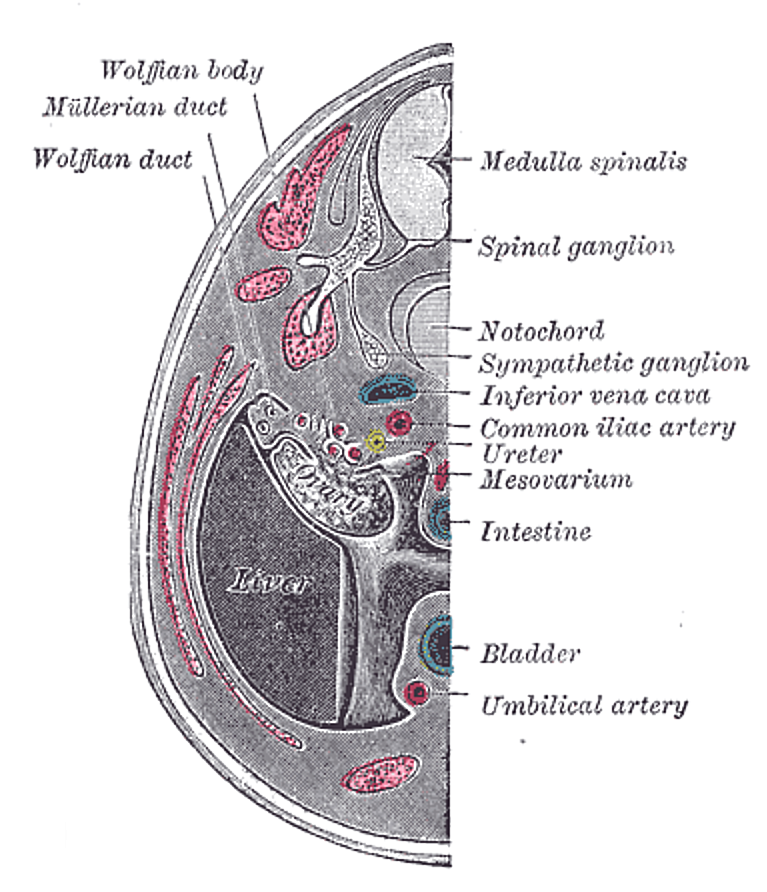